# Silver Lake (condado de Otsego)
Silver Lake es un área no incorporada (o conocidas como aldea) ubicada en el condado de Otsego en el estado estadounidense de Nueva York. Silver Lake se encuentra ubicada dentro del pueblo de Pittsfield.

## Geografía
Silver Lake se encuentra ubicada en las coordenadas 42°36′05″N 78°19′57″O / 42.60139, -78.33250.